# Otto van Veen

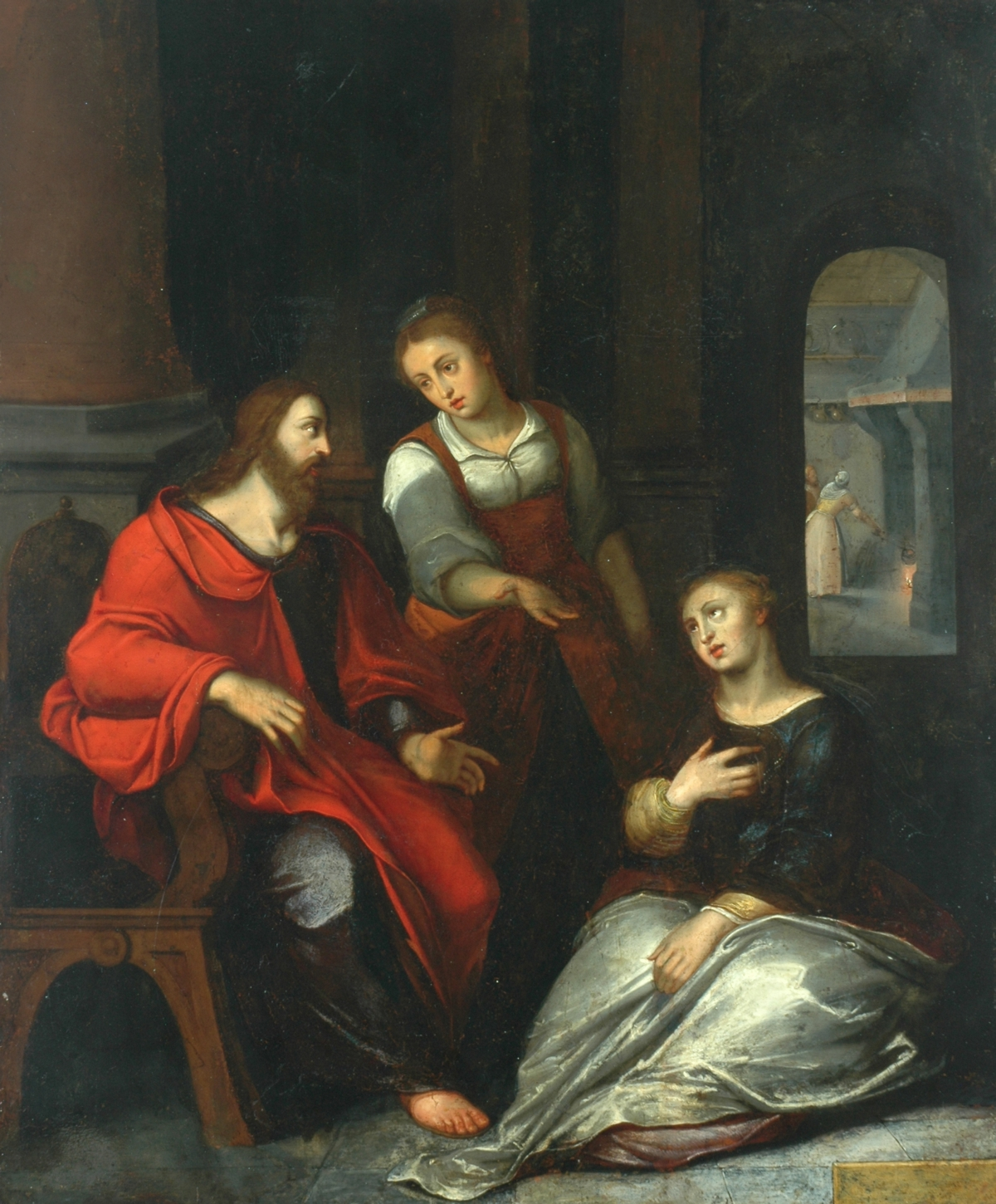
Otto van Veen, Christus in het huis van Maria en Martha, circa 1597

Otto van Veen, Latijn: Otto Venius (Leiden, 1556 – Brussel, 6 mei 1629) was een hofschilder van Alexander Farnese, de hertog van Parma. Na diens dood in 1592, werd hij de leermeester van Peter Paul Rubens en hofschilder van de aartshertogen Albrecht van Oostenrijk en Isabella van Spanje. Na 1600 ging Van Veen zich steeds meer bezighouden met de publicatie van emblemataboeken, waaronder Amorum emblemata (1608) en Amoris divini emblemata (1615).
Hij heeft het meeste van zijn actieve leven in de Zuidelijke Nederlanden doorgebracht. Hij vertegenwoordigde de contrareformatie in de stijl van de hoogrenaissance en was van 1594 of 1595 tot 1598 de belangrijkste leermeester van Peter Paul Rubens.

## Biografie
Zijn vader Cornelis van Veen was burgemeester van Leiden. Het gezin was katholiek. Op 20 oktober 1572 vluchtte zijn vader, die toen lid was van de vroedschap van Leiden, met zijn gezin uit Leiden. In juni dat jaar waren de geuzen Leiden binnengetrokken en het gezin Van Veen voelde zich er niet meer veilig.
Van 1574 tot minstens 1579 verbleef hij in Italië. In 1593 werd hij vrijmeester in het Sint-Lucasgilde. Tussen 1600 en 1613 schilderde hij een serie taferelen over de Bataafse Opstand op paneel.
In 2018 werd bij toeval het werk 'Apollo en Venus' in zeer slechte staat teruggevonden in een depot van het museum Hoyt Sherman Place in Des Moines in de Amerikaanse staat Iowa.

## Bibliografische referenties
- A. Balis, ‘Rubens en zijn atelier: een probleemstelling’ Rubens: Een genie aan het werk. Rondom de Rubenswerken in de Koninklijke Musea voor Schone Kunsten van België, vol. tent.cat. (Brussel, Koninklijke Musea voor Schone Kunsten van België, 2007-2008) pp. 30-51
- F. Sweertius, Athenae Belgicae (Antwerp, 1628), pp. 590–91
- J. van den Gheyn, Album Amicorum de Otto Venius: Reproduction intégrale en fac-similé avec introduction, traductions, notes (Brussels, 1911)
- M. de Maeyer, ‘Otto Venius en de tapijtreeks De veldslagen van Aartshertog Albrecht’ [Otto Venius and the tapestry series The Battles of Archduke Albert], A. Textiles, ii (1955), pp. 105–11
- J. Müller Hofstede, Otto van Veen: Der Lehrer des P. P. Rubens (diss., U. Freiburg im Breisgau, 1959)
- J. Müller Hofstede, ‘Zum Werke des Otto van Veen, 1590–1600’, Mus. Royaux B.-A. Belgique: Bull., vi (1957), pp. 127–74
- J. R. Judson, ‘Van Veen, Michelangelo and Zuccari’, Essays in Honor of Walter Friedländer (New York, 1965), pp. 100–110
- F. Baudouin, ‘Een jeugdwerk van Rubens, Adam en Eva en de relatie van Veen en Rubens’, Antwerpen (1968), pp. 45–61
- T. Wilberg Vignau-Schuurman, ‘Joris Hoefnagels Groteskenserie en de Amorum Emblemata van Otto van Veen’, Opstellen voor H. van de Waal (Leiden, 1970), pp. 214–32
- I. Gerards-Nelissen, ‘Otto van Veen’s Emblemata Horatiana’, Simiolus, v (1971), pp. 20–63
- L. van Looveren, ‘Venationum novem archtype: Negen allegorische jachttaferelen door Otto van Veen’ [Venationum novem archtype: Nine allegorical hunting paintings by Otto van Veen], De Gulden Passer, lii (1974), pp. 151–75 [issue dedicated to Louis Lebeer]
- J. Müller Hofstede, ‘Ut pictura poesis: Rubens und die humanistische Kunsttheorie’, Internationaal Rubenscolloquium: Antwerpen, 1977; also in Gent. Bijd. Kstgesch. & Oudhdknd., xxiv (1976–8), pp. 171–89
- L. Seth, ‘Vermeer och van Veens Amorum Emblemata’, Ksthist. Tidskr., xlix (1980), pp. 17–40
- H. Vlieghe, ‘Rubens and van Veen in Contest: A Marginal Note’, Studia Ioanni Białostocki (Warsaw, 1981), pp. 477–82
- L. Forster, ‘Die Emblemata Horatiana des Otho Vaenius’, Wolfenbüttel. Forsch. (1981), pp. 117–28
- J. Foucart, ‘Quelques inédits d’Otho Vaenius’, Rubens and his World (Antwerp, 1985), pp. 97–108
- E. Larsen, Seventeenth-century Flemish Painting (Freren, 1985), pp. 58–60
- N. Walch, ‘Deux eaux-fortes anonymes en relation avec le tableau d’Otto van Veen Le Christ mort soutenu par un ange’, Gulden Passer, lxi–lxiii (1985), pp. 629–43 [issue devoted to Léon Voet]
- P. Verhoeven, ‘Civilis en zijn Bataven: symbool van Hollands patriottisme’, Hermeneus, lviii (1986), pp. 32–40
- A. Vogl, Der Bilderzyklus ‘Der Triumph der Kirche’ von Otto van Veen (Munich, 1987)
- Van Bruegel tot Rubens, De Antwerpse schilderschool, 1550–1650 (exh. cat. Antwerp, Kon. Mus. S. Kst., 1992), pp. 320–21

## Galerij

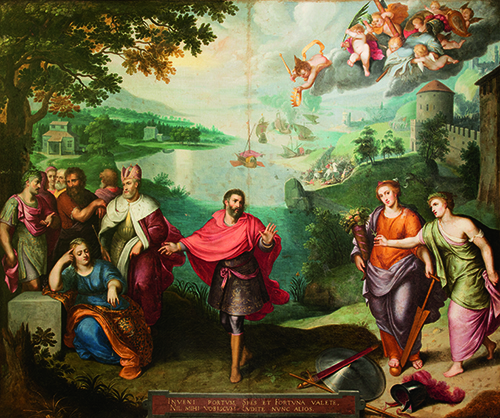
Lofzang op Alexander Farnese, collectie The Phoebus Foundation
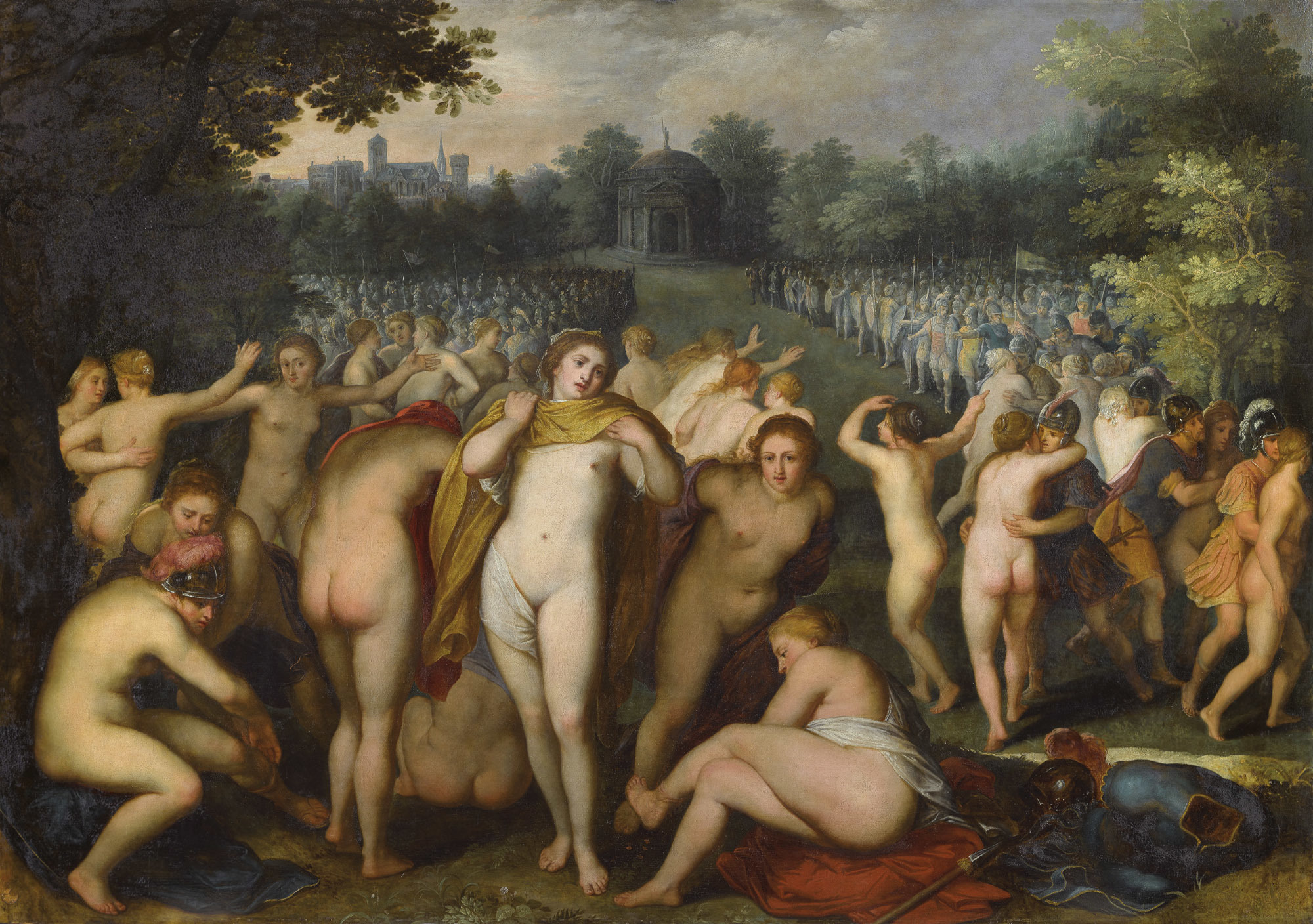
Amazones en Skythen, collectie Kunsthistorisches Museum Wenen
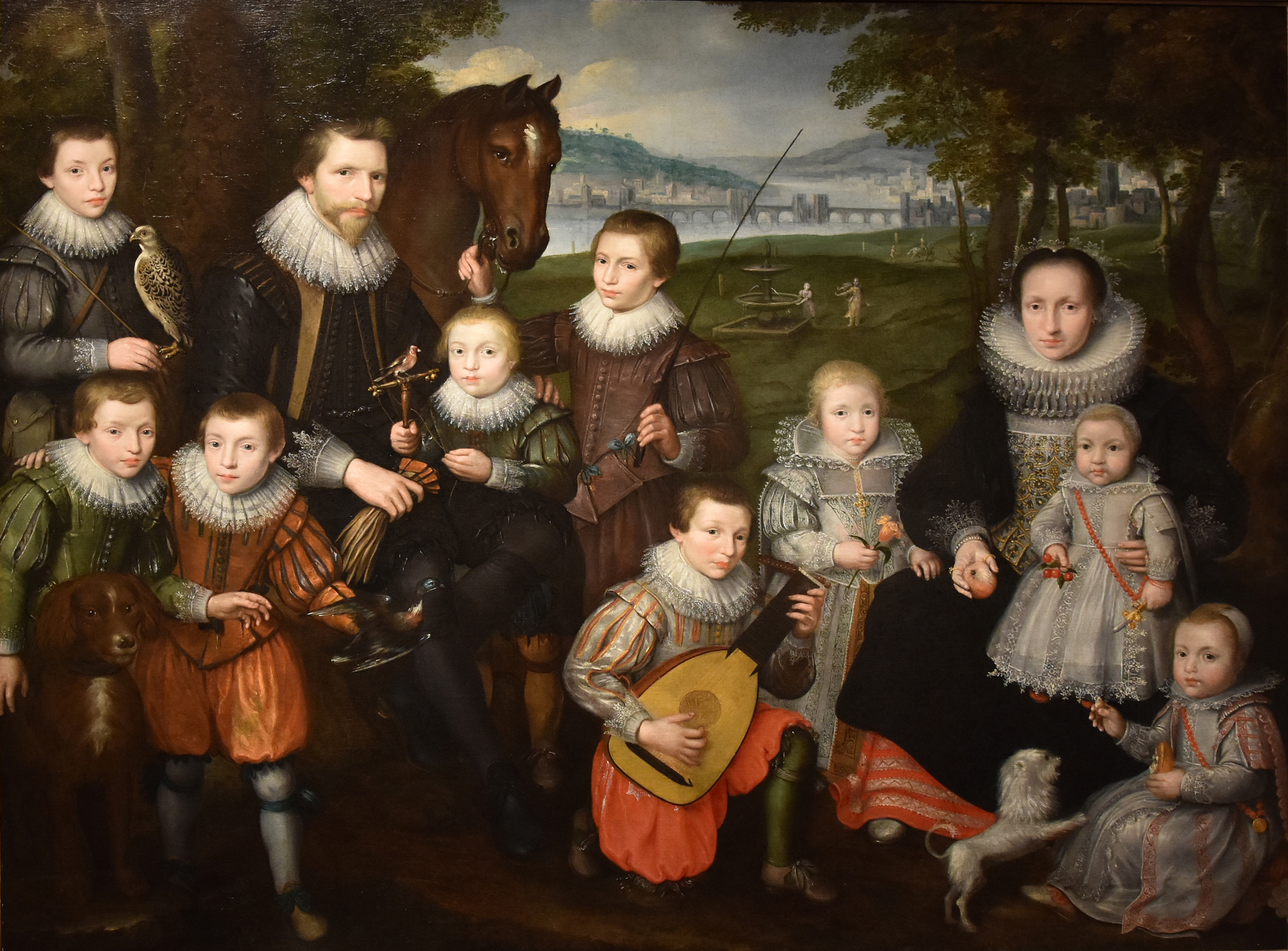
Een onbekende Vlaamse familie, ca.1625
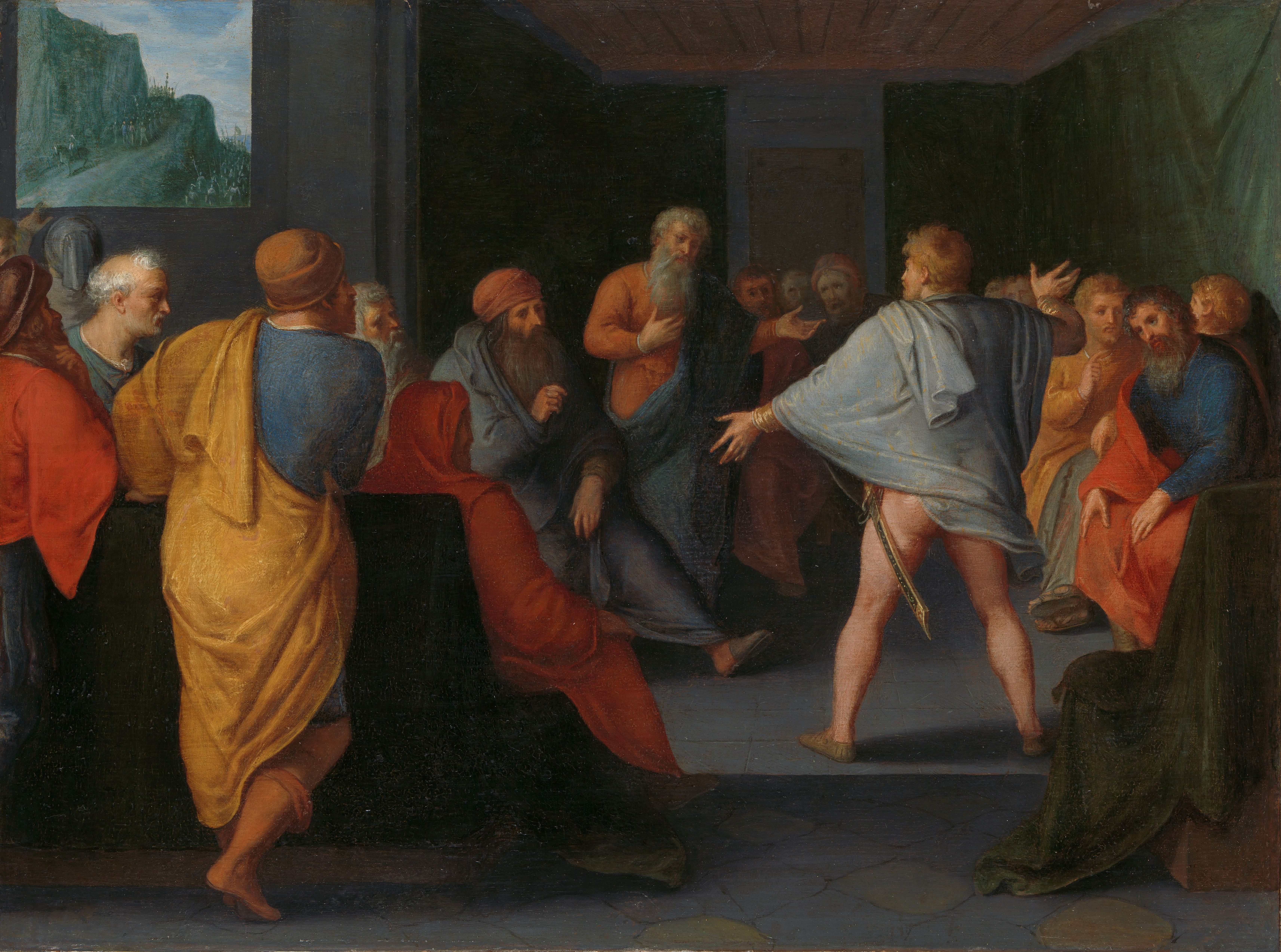
De bijeenkomst van de Galliërs te Reims, collectie Rijksmuseum Amsterdam

, 
- Bibsys: 99015017
- Biblioteca Nacional de España: XX1001925
- Bibliothèque nationale de France: cb12529111t (data)
- Biografisch Portaal: 77156470
- Catàleg d'autoritats de noms i títols de Catalunya: 981058517292206706
- CiNii: DA05683261
- Digitale Bibliotheek voor de Nederlandse Letteren: vaen001
- Gemeinsame Normdatei: 118767461
- International Standard Name Identifier: 0000 0000 8387 4926
- KulturNav: 5ca32a13-6ee1-4e55-a0e9-e753958d61ad
- Library of Congress Control Number: n79086780
- Bibliotheek van het Japanse parlement: 01187165
- Nationale Bibliotheek van Tsjechië: ola2004262600
- Nationale bibliotheek van Australië: 35774791
- Nationale Bibliotheek van Israël: 987007457376105171
- Nationale en Universitaire bibliotheek Zagreb: 000767616
- Nederlandse Thesaurus van Auteursnamen: 069905517
- Réseau des bibliothèques de Suisse occidentale: 02-A000170291
- RKD-Nederlands Instituut voor Kunstgeschiedenis: 79637
- Istituto Centrale per il Catalogo Unico: SBLV303497
- LIBRIS: 214365
- SNAC: w6738f5p
- Système universitaire de documentation: 034546197
- Trove: 1081464
- Union List of Artist Names: 500005170
- Virtual International Authority File: 61657203
- WorldCat: E39PBJmDmjfBKvmGBRdptJWMT3